# Dalbergia albertisii
Dalbergia albertisii är en ärtväxtart som beskrevs av David Prain. Dalbergia albertisii ingår i släktet Dalbergia, och familjen ärtväxter. Inga underarter finns listade i Catalogue of Life.